# Ana da Hungria
Ana da Hungria era filha de Estêvão V da Hungria e Isabel, a Cumana, que, por sua vez, era filha de Kuthen, um líder dos cumanos. Sua mãe era pagã antes do casamento. Em 8 de novembro de 1273, Ana se casou com o imperador bizantino Andrônico II Paleólogo, o mais velho entre os filhos ainda vivos de Miguel VIII Paleólogo com Teodora Ducena Vatatzina e co-imperador com o pai desde setembro de 1261.

## Família
De acordo com Jorge Paquimeres, o casal teve dois filhos:
- Miguel IX Paleólogo, imperador entre 1294 e 1320.[1]
- Constantino Paleólogo, déspota, que se casou primeiro com Eudóxia, uma filha de Teodoro Muzalon e membro da família dos Cantacuzenos. Depois, com Eudóxia Neocaisareitissa. Ele também manteve uma amante, Cátara, que trabalha para sua segunda esposa. Constantino foi tonsurado à força por seu seu sobrinho Andrônico III Paleólogo. Com sua segunda esposa, Constantino teve Eudóxia Paleóloga, que João Cantacuzeno relata ter se casado com o grande estratopedarca Demétrio Tsamplaco. Com Cátara, Constantino teve Miguel Cátaro, um filho bastardo que foi o favorito de seu avô paterno, Andrônico II, nos anos finais de seu reinado.

Ana morreu antes do marido se tornar imperador sênior em 1282. Porém, todo imperador paleólogo até a queda de Constantinopla em 1453 descendem dela através de seu filho Miguel.